# Aktivitetsarmband

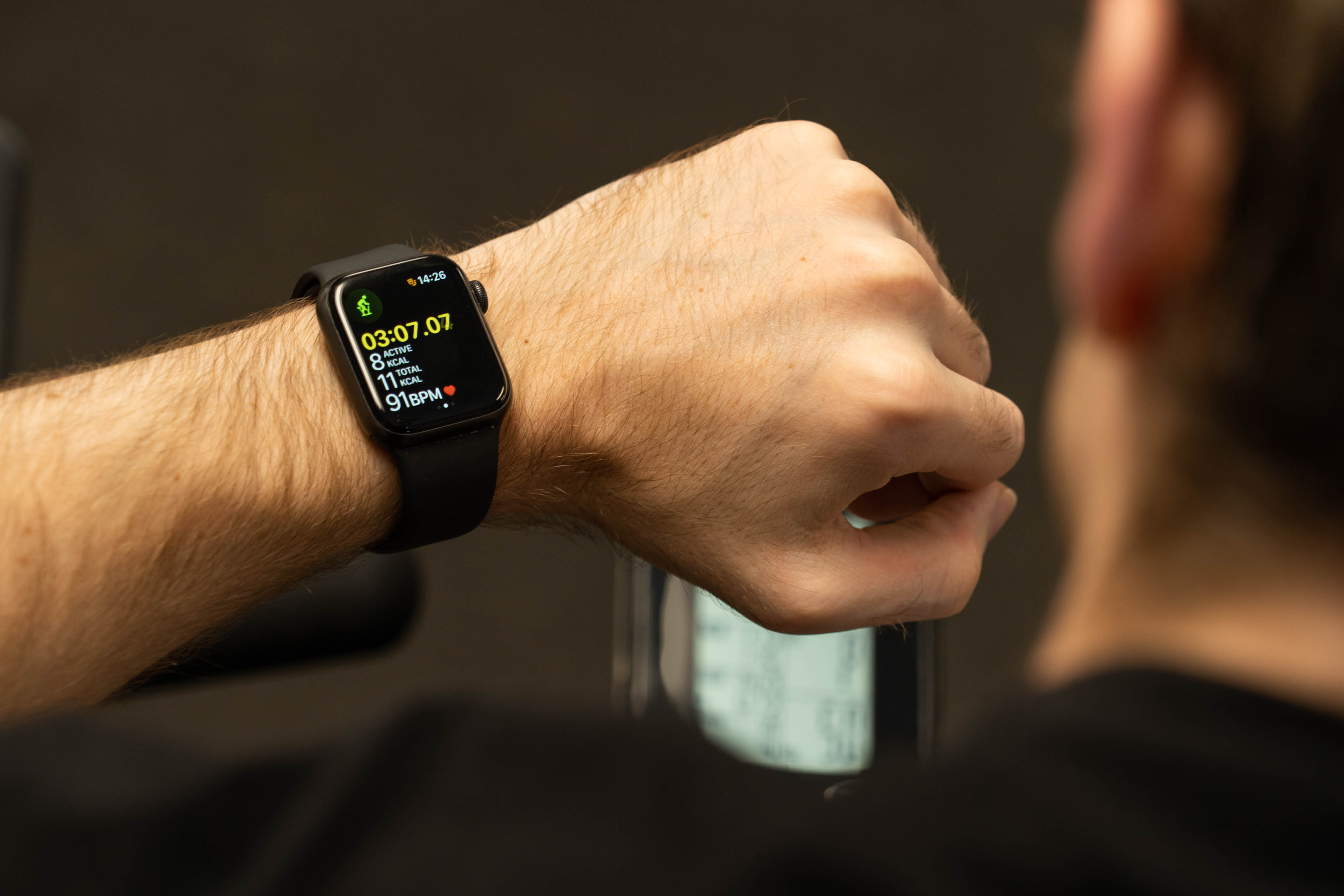
Ett aktivitetsarmband.

Aktivitetsarmband eller träningsarmband är ett armband som registrerar kroppsliga aktiviteter. Några vanliga funktioner är steg-, puls- och sömnmätare. Det finns i många olika modeller. I Sverige utsågs aktivitetsarmbandet till årets julklapp 2014 av HUI Research. Ordet träningsarmband finns belagt i svenska språket sedan 2012.
Aktivitetsarmband har delvis ersatt aktivitetsklockor. År 2018 hade aktivitetsarmband i allmänhet färre funktioner än aktivitetsklockor.